# 고원우는토끼
고원우는토끼 또는 고원우는피카(Ochotona curzonia)는 우는토끼과에 속하는 포유류의 일종이다. 작은 주행성, 비-동면성 포유류로 다 자랐을 때 몸무게는 약 140g 정도이다. 주요 서식지는 해발 3,200-5,300m의 티베트고원 목초지로 온도 14도 이하의 저온 건조한, 혹독한 기후 지역을 포함하고 있다. 붉은입술우는토끼 또는 붉은입술피카로도 불린다.